# Lluís Rodas Fort
Lluís Rodas Fort (Sant Feliu de Guíxols, 13 de desembre de 1913 - Barcelona, gener de 2002) va ser un químic i farmacèutic català.

## Orígens familiars
Lluís Rodas va néixer en el si d'una família d'arrelada tradició apotecaria, emblema d'aquesta professió a Sant Feliu de Guíxols durant els segles xix i inicis del xx. Tant el seu besavi com el seu avi Casimiro Rodas eren “el farmacèutic” de Sant Feliu de Guíxols en una època en què la vila creixia gràcies a ser la sortida al mar de Girona, que li valgué primer, l'establiment d'una línia de via estreta (1892) que la connectava amb la capital, i després la inauguració del port durant el regnat d'Alfons XIII (1904).
El seu pare (Josep Rodas) però, en ser fill segon de família benestant, no va estudiar ni exercir mai com a apotecari, sinó que va ser destinat, com era costum a l'època, a la carrera eclesiàstica. Després d'una estada fugaç al seminari, en sortí i intentà diverses vegades establir negocis poc fructífers, tot i que conservà tota la seva vida un fort fervor religiós, com testifica la seva implicació en els fets de la Setmana Tràgica. Casat amb Teresa Fort, va tenir tres fills. Tot i que en Lluís Rodas era el menor dels germans, la mort prematura del primogènit quan encara era infant, li obrí les portes vers els estudis i la perpetuació en la seva persona de la tradició familiar, fent-la passar per davant de l'altra germana (que per ser dona no li era establert el dret a anar a la universitat).
Des de ben petit, anà a ajudar al seu oncle, Lluís Rodas Valls, a la farmàcia homòloga (avui Farmàcia Valls) situada al carrer Joan Maragall 10. En arribar a l'edat adulta, l'enviaren a estudiar farmàcia a Barcelona (UB). Les seves aptituds acadèmiques li valgueren una beca d'estudis de la qual, en massa ocasions i deguts als problemes econòmics generats pels negocis fallits del seu pare, en vivia tota la família (incloent-hi les seves tres ties paternes).

## Primers passos en la professió
Un cop llicenciat, es posà a treballar a la farmàcia familiar, ajudant al seu oncle com ho feu durant la infantesa. L'escassetat viscuda des de petit i l'angoixa resultat d'haver experimentat en la seva família el resultat de la manca d'uns ingressos econòmics, el convertiren en un treballador encomiable. De seguida es va guanyar la confiança del seu oncle i passà de ser empleat a tenir participació en la propietat del negoci. Malgrat no vestir el barret rodó que en el segle xix identificava als integrants de la professió sanitària (i que sí que vestia el seu oncle), una nova generació de Rodas prengué com a estendard dels apotecaris a la ciutat.
Aquesta etapa però no durà excessivament en esclatar sobtadament la Guerra Civil.

## Guerra Civil
Sent Sant Feliu de Guíxols una ciutat de forta tradició industrial i, per tant, obrera, el gruix de la població va fer costat al bàndol roig i en Lluís Rodas es va allistar a l'exèrcit republicà. Com a químic i farmacèutic, va ser enviat a les mines de Súria i Cardona. El salnitre de les mines era indispensable per a l'elaboració de nitrat de potassi, elements fonamental per a la fabricació de pólvora.
Malgrat la seva adhesió a l'ideari republicà, el deficient tracte rebut, la manca de vitualles i la desorganització de l'exèrcit republicà, el dugueren a canviar de bàndol i passar a França per Andorra, i recorrent tot el vessant nord dels Pirineus, tornar a entrar per Irun per a unir-se al bàndol feixista. Com a oficial de l'exèrcit guanyador, estigué els anys finals i posteriors a la guerra recorrent Castella. La fortuna li permeté trobar al camp de concentració de Burgos al seu cosí Baldomero Gispert, i gràcies a la seva nova posició i les influències creades, el salvà de la pena capital.

## Vida durant el Franquisme
A la seva tornada a Catalunya, la situació de postguerra el beneficià en poder prendre en la seva persona el pes dels negocis familiars amb la mort de l'oncle, ostentant la titularitat de la farmàcia de Sant Feliu de Guíxols. Es traslladà a viure a la capital catalana i es va casar amb Mariona Loperena Abelló (tieta del famós advocat català Josep Maria Loperena), tenint-hi dos fills, ambdós futurs farmacèutics. Durant un cert temps va viure a cavall entre Barcelona i Sant Feliu de Guíxols, fins que va poder traspassar la titularitat de la farmàcia de l'oncle a Joaquim Valls i es va poder poder traslladar definitivament a Barcelona, establint la seva oficina de farmàcia al carrer Hipólito Lázaro de Barcelona.

## Defunció
Jubilat als vuitanta anys, morí com popularment es diu “de vell” després de patir durant llarg temps una angina de pit.